# Konvenansäktenskap

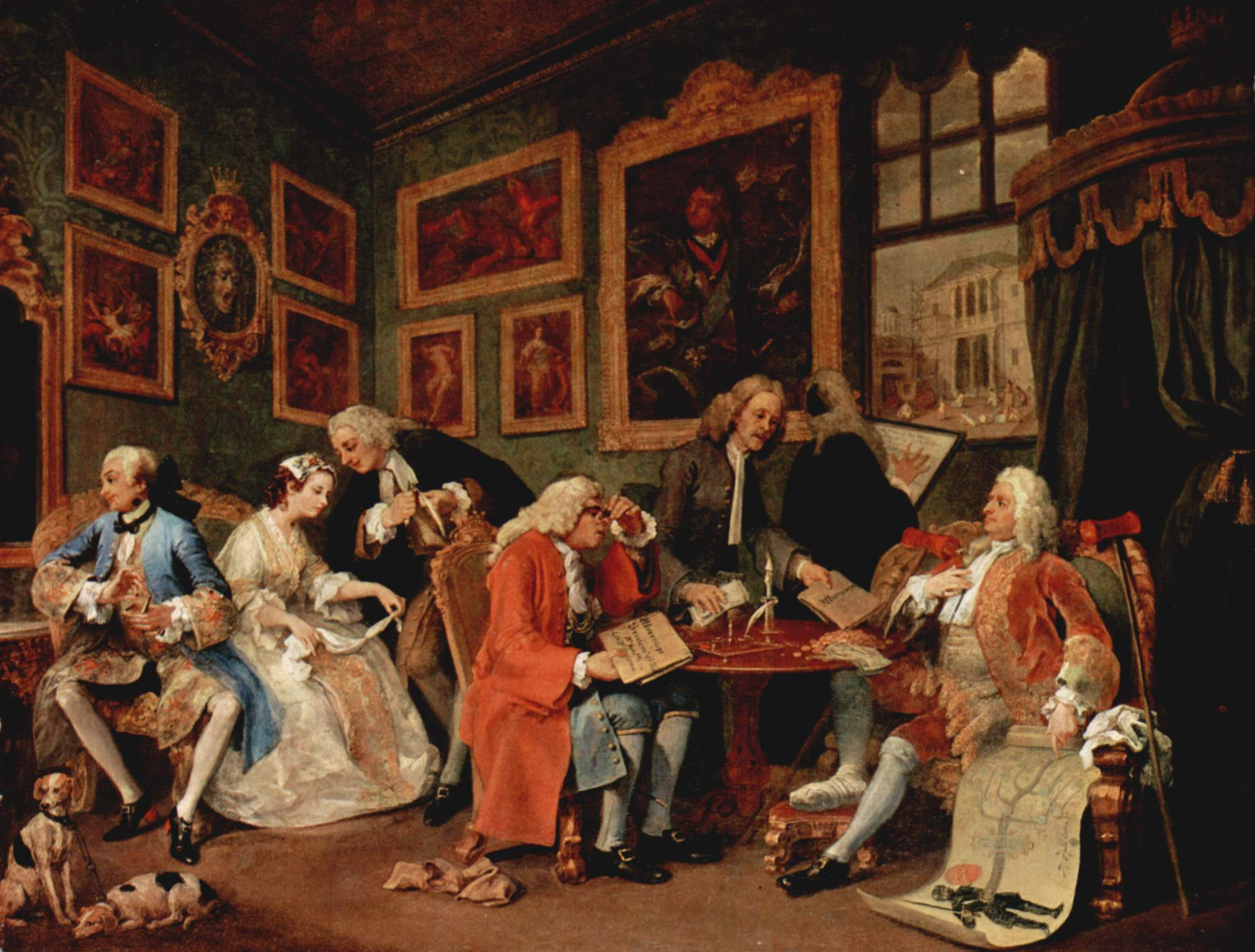
Äktenskap på modet av William Hogarth, National Gallery London

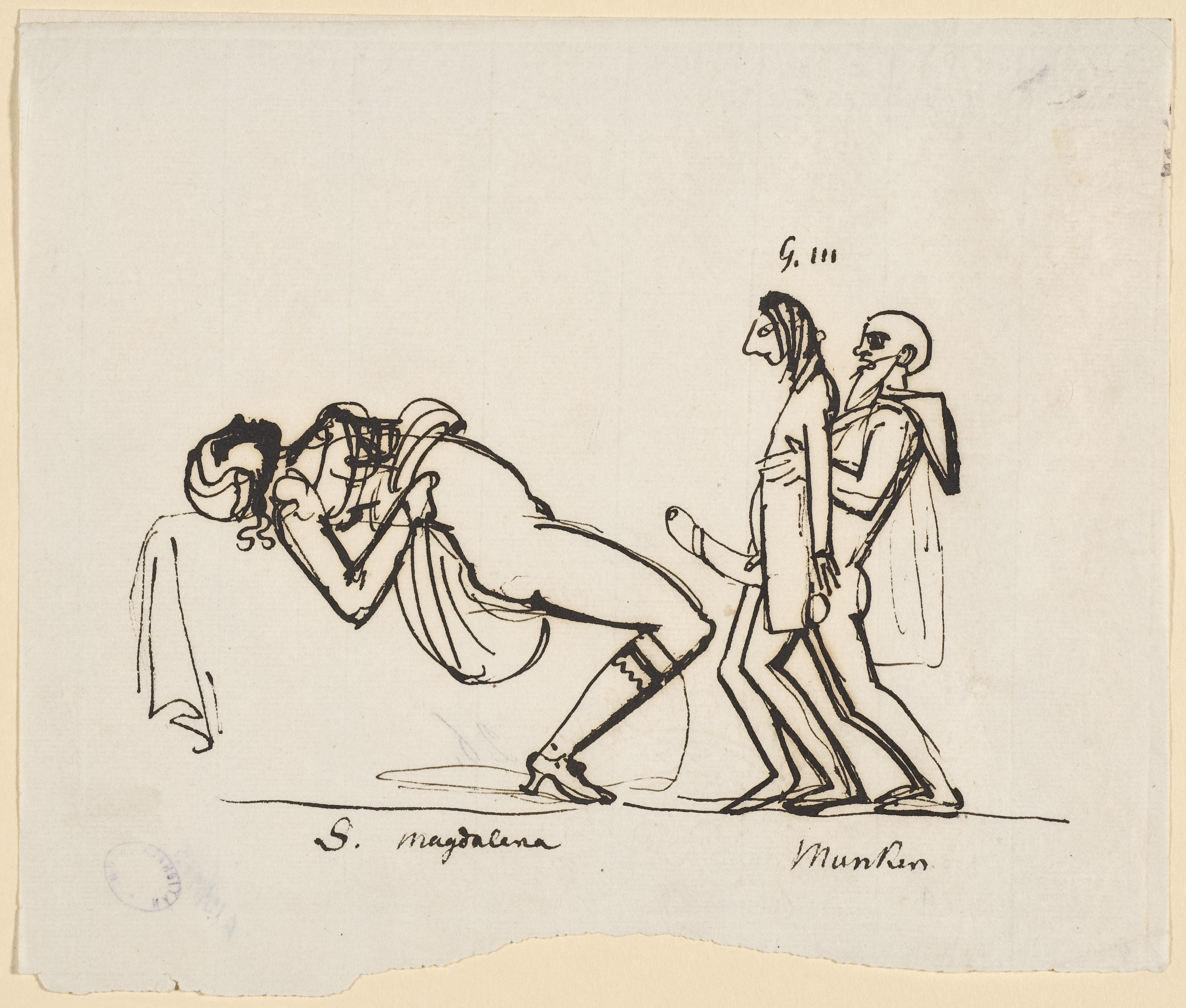
Gustav III ingick ett konvenansäktenskap, när han gifte sig med Sofia Magdalena av Danmark som det sedan florerade rykten om.

Konvenansäktenskap eller resonemangsparti kallas ett äktenskap som ingås och upprätthålls främst av rent rationella skäl istället för av kärlek. Denna typ av äktenskap grundar sig på rationell beräkning av exempelvis sociala, ekonomiska eller politiska fördelar.
Särskilt i äldre tid var konvenansäktenskap mycket vanliga. Under hårda levnadsförhållanden var förmågan att överleva och försörja en familj viktigare än de känslor man eventuellt hade för den andra parten. I högre ståndskretsar var den allmänna uppfattningen att man inte skulle gifta sig "under sitt stånd" (det vill säga ingå en så kallad mesallians), men ännu viktigare var att söka ett äktenskapsparti som kunde leda till fördelar ur olika aspekter även utanför hemmet.
I kungliga familjer var skälet till konvenansäktenskap framför allt politiska. En prins eller prinsessa skulle gifta sig med en kunglig person från ett annat land för att på så sätt befästa goda relationer mellan de två länderna. Detta lyckades inte alltid: Sverige kom i krig med Preussen 1756 (sjuårskriget) trots att Sveriges kung Adolf Fredrik var gift med en syster till kung Fredrik II av Preussen; å andra sidan fick det betydelse vid krigets slut, när Sveriges drottning Lovisa Ulrika efter Sveriges nederlag lyckades förmå sin bror att låta Sverige behålla Svenska Pommern. Även Adolf Fredriks och Lovisa Ulrikas son Gustav III ingick ett konvenansäktenskap, när han gifte sig med Sofia Magdalena av Danmark. Detta äktenskap blev inte lyckligt och de två kom aldrig varandra nära. De redan i samtiden florerande ryktena om att det inte var Gustav III som var far till prins Gustav Adolf (sedermera kung Gustav IV Adolf) har aldrig kunnat vederläggas helt.